# کنگره هشتم حزب کمونیست ایران
کنگره هشتم حزب کمونیست ایران، هشتمین کنگره این حزب است که در فاصله روزهای ۱۱ تا ۱۶ تیرماه ۱۳۸۳ (۱ تا ۶ ژوئیه ۲۰۰۴) برگزار گردید.
این آخرین کنگره این حزب تا کنون بوده است.
در این کنگره ۱۱ نفر به عنوان اعضا اصلی کمیته مرکزی و ۳ نفر به عنوان عضو علی البدل این کمیته انتخاب شدند که از این قرارند: اعضای اصلی: روناک آشناگر، هلمت احمدیان، حسن رحمان پناه، بهرام رحمانی، رشید رزاقی، فرهاد شعبانی، ابراهیم علیزاده، محمود قهرمانی، جلال محمد نژاد، صلاح مازوجی، رحمان نجات. اعضای علی البدل: شمسی خرمی، اسماعیل قهرمانی، سروه ناصری.